# Nakhon Ratchasima Municipal Stadium
Das Nakhon Ratchasima Municipal Stadium (Thai สนามกีฬากลางเทศบาลนครนครราชสีมา) ist ein Mehrzweckstadion in Nakhon Ratchasima in der Provinz Nakhon Ratchasima, Thailand. Es wurde hauptsächlich für Fußballspiele genutzt und war das Heimstadion vom Nakhon Ratchasima Football Club. Das Stadion hat eine Kapazität von 2000 Personen. Eigentümer und Betreiber des Stadions ist die Nakhon Ratchasima Municipality.

## Nutzer des Stadions
| Verein               | Zeitraum der Nutzung |
| -------------------- | -------------------- |
| Nakhon Ratchasima FC | 2008                 |